# Cratyna falcifera
Cratyna falcifera is een muggensoort uit de familie van de rouwmuggen (Sciaridae). De wetenschappelijke naam van de soort is voor het eerst geldig gepubliceerd in 1933 door Lengersdorf.